# مونيا مرقش
مونيا مرقش (الاسم العلمي: Lonchura hunsteini) (بالإنجليزية: Mottled Munia)‏ هو نوع من الطيور تتبع جنس المونيا من فصيلة شمعية المنقار. يتم تربية هذا النوع في بابوا غينيا الجديدة. ويتم إدخال هذه النوع أيضا إلى ولايات ميكرونيزيا الموحدة. ويتواجد هذا الطائر المناطق شبه استوائي / الاستوائية (الأراضي المنخفضة) الجافة والأراضي العشبية الموائل. يتم تقييم حالة النوع كغير مهدد.